# Нголо Діарра
Нголо Діарра (* бл. 1718–1790) — 4-й фаама (володар) імперії Сегу в 1766—1790 роках.

## Життєпис
Походив з місцевої знаті. Народився близько 1718 року в Ніолі. Замолоду переданий дядьком фаама Бітону Кулібалі в обмін за борг сплати податків батьків Нголо Діарри. Навчався в Тімбукту. Згодом всиновлений однією з дружин Бітона Кулібалі. Згодом брав участь в походах останнього, ставши одним з очільників гвардії-тонджонів.
1759 року після загибелі фаами Алі Кулібалі розпочав боротьбу за владу, яка завершилася перемогою Нголо Діарри. Він провів церемонію сходження на трон фаами, заснувавши власну династію Нголосі.
Швидко відновив лад в державі, зміцнивши владу над провінціями, на чолі яких поставив своїх синів. Заснував нову столицю Сікоро (в подальшому відоме як Сегу, звідки походить назва усієї держави). Багато робив для розвитку господарства, насамперед землеробства, торгівлі та ремісництва. Також є свідчення, що Нголо Діарра заклав почав розробки писемності Нко для мови манінка.
Свого названого сина Бамбугу Н'тджі призначив очільником війська. Здійснював численні походи проти сусідів, зробив васалами фульбе у внутрішній дельті Нігеру та перемігши Арму-пашу, голову марокканського пашалика Тімбукту. 
До 1770 року захопив важливе місто Дженне. 1772 року завдав поразки туарегам й тимчасово зайняв Тімбукту, змусивши Хамаду-Аміна V, ардо (вождя) фульбе, визнати свою зверхність. Зрештою кордони його держави досягли межі племен догонів на півночі та міста Сеге — на заході.
Помер 1790 року після вдалого походу проти моссі з держави Ятенга, за деякими відомостями від отрути. Йому спадкував син Монсон Діарра.